# Сомалійська кухня

Місцезнаходження Сомалі до 1991 року

Сомалійська кухня — це кухня, що прийшла з Африканського Рогу. У цій кухні багато загальних традиційних страв еритрейської та ефіопської кухонь, які являють собою цебхі (тушковане м'ясо), які подають з инджерою. На нього свого часу також сильно вплинула італійська кухня через її колонізацію, і вона варіюється від регіону до регіону, що робить її сплавом різних сомалійців кулінарних традицій. Це продукт сомалійських традицій торгівлі та комерції. Деякі відомі делікатеси Сомалі включають Kimis / Sabaayad, Canjeero / Лахох, Xalwo (Халва), Sambuusa (Самоса), Bariis Iskukaris та Muqmad / Odkac.
Мусульманам у Сомалі заборонено вживання свинини відповідно до шаріату — основного ісламського закону.

## Сніданок
Сніданок (Quraac) — важливий прийом їжі для сомалійців, які часто починають день з чаю у сомалійському стилі (shaah / shaax) або кави (qaxwa). Чай, заварений з листя чорного чаю, можна регулярно подавати як є (shaah rinji або shaah bigays); але його також можна приправити спеціями, такими як імбир, кардамон і кориця (хоча чорний перець не використовується на відміну від інших видів пряного чаю), а молоко додається після заварювання, а не під час нього; це відомо як shaah cadeys.
Основна страва, як правило, являє собою схожий на панкейк хліб, званий инджера або лахох, що походить з Сомалі, і його їдять по-різному. Часто вживається разом з медом і гхі / оливковою олією / кунжутовою олією і запивають чашкою чаю. Його також можна розламати на дрібні шматочки з сомалійським гхі («Subag») і цукром. Для дітей його змішують з чаєм і кунжутовою / оливковою олією (Macsaro) до отримання кашки. Зазвичай це може бути гарнір з печінки (найчастіше яловичина), козлятини (hilib ari), нарізаної кубиками яловичини, приготовленої в супі (suqaar), або «odkac», який складається з невеликих сушених шматочків яловичини, козячого або верблюжого м'яса, зварених у гхі. На відміну від ефіопської инджери, сомалійський canjeero менший, тонший і солодший. Його також можна їсти з тушкованим м'ясом (Maraq) або супом Abdullahi.
- Sabaayad або Kimis / Cesh — це вид коржів, схожий на індійську paratha). Під час обіду kimis / sabaayad іноді їдять із сомалійським карі, супом або тушкованим м'ясом.
- Muufo[6] — ще один вид сомалійських коржиків, популярних у Південному Сомалі, і зазвичай їдять його з тушкованим м'ясом і супом, але іноді також вживають на сніданок з медом/цукром, кунжутовою олією, subag ' і чорним чаєм.
- Mushaari або Boorash — каша з маслом, горіхами та цукром, їдять по всьому Сомалі.
- На національному рівні більш солодка і жирна версія canjeero, схожа на млинець, відомий як 'malawax' або 'malawah', є основним продуктом більшості домашніх страв і зазвичай їдять на сніданок з чаєм, подібно до того, як їдять «canjeero».

## Обід

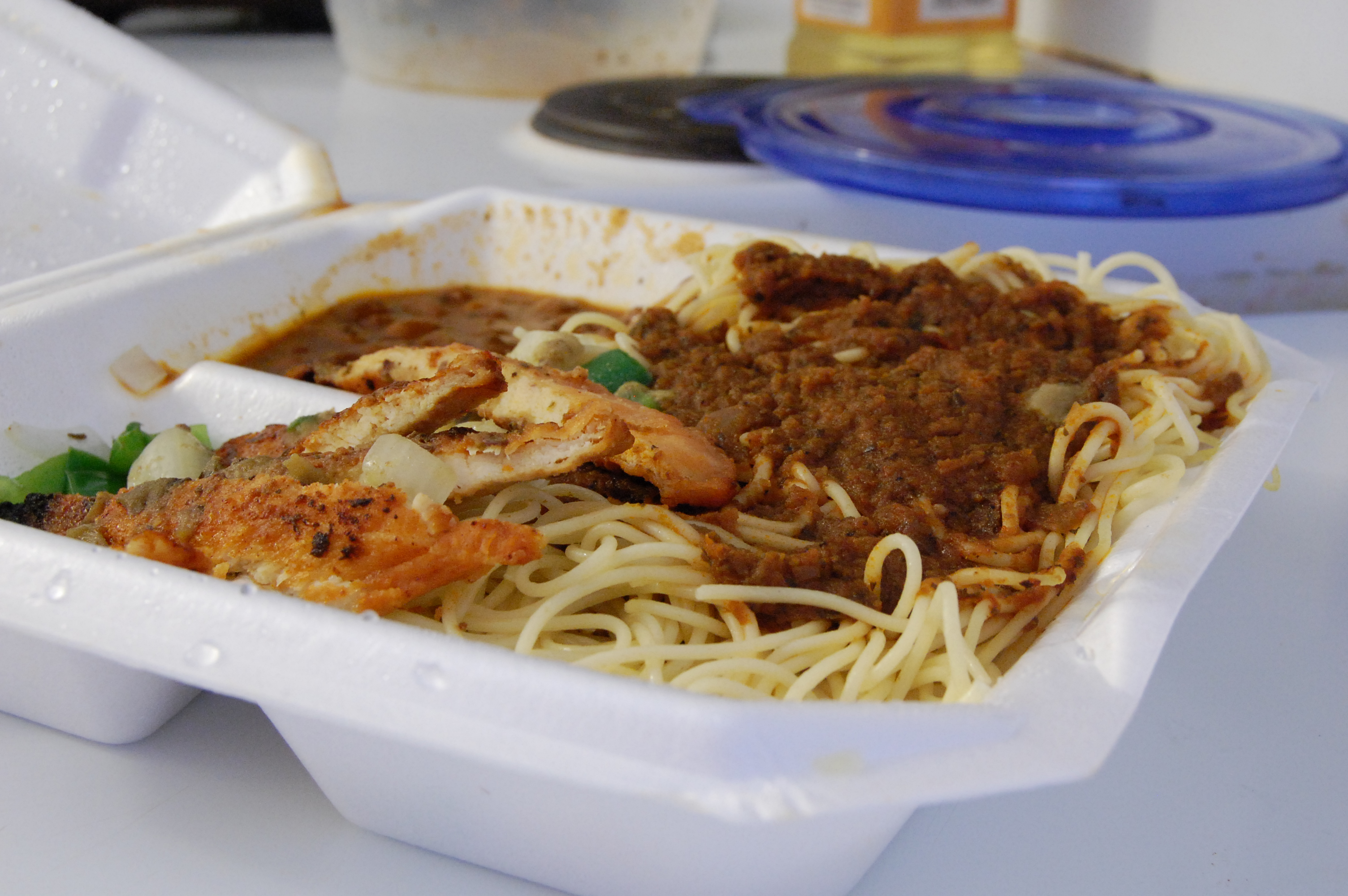
Baasto (паста) з спагеті та digaag (курка) на виніс із ресторану Сомалі

Обід (qado) часто є вишуканою основною стравою з макаронів (baasto) або рису (bariis iskukaris), приправлених кмином (kamuun), кардамоном (heyl), гвоздикою (dhegayare) і шавлією (Salvia somalensis). Поширене використання макаронів (baasto), таких як спагеті, походить від італійців. Його часто подають з більш важким тушкованим м'ясом, ніж італійський соус для пасти. Як і у випадку з рисом, його часто подають із бананом.
Спагеті можна подавати з рисом, утворюючи нову страву під назвою «Федерація». Страва зазвичай подається з рівними (цілими) порціями рису та спагеті, розкладеними по обидва боки великої овальної тарілки. Потім на нього накладається асорті з тушкованого м'яса та овочів, подається із салатом та бананом за бажанням. Було висловлено припущення, що назва страви походить від об'єднання двох страв у Сомалі, а також від розміру та кількості їжі. Ви не знайдете цю страву, яку подають у середньостатистичній родині Сомалі, так як рідко готують рис і макарони за один прийом їжі. Натомість частіше замовляють цю страву в традиційних ресторанах Сомалі, де завжди легкодоступні і рис, і спагеті. Звідси і статус новизни.
У Сомалі багато людей їдять деякі страви арабської кухні, такі як Ful (квасоля) з kimis або инджерою, а також з хумусом. Інші страви включають фалафель з хумусом або їдять з лавашем, салатом і хумусом (наприклад, сендвіч).
Ще одна популярна страва на півдні — iskukaris, хвоґво (maraq) з рису, овочів та м'яса, який є національним продуктом харчування. Окрім безлічі різновидів хого, рис зазвичай подається з бананом на гарнір. У Могадішо широко їдять стейк (Busteeki) і рибу (Kalluun / Mallaay).
Мешканці Південного Сомалі зазвичай вживають жорстке кукурудзяне борошно, зване «сур», яке зазвичай їдять разом з тушкованим м'ясом або супом.
Ще одне часто вживане кукурудзяне борошно називається асида. Його розтирають зі свіжим молоком, маслом і цукром або подають з поглибленням посередині, заповненим maraq або оливковою олією.

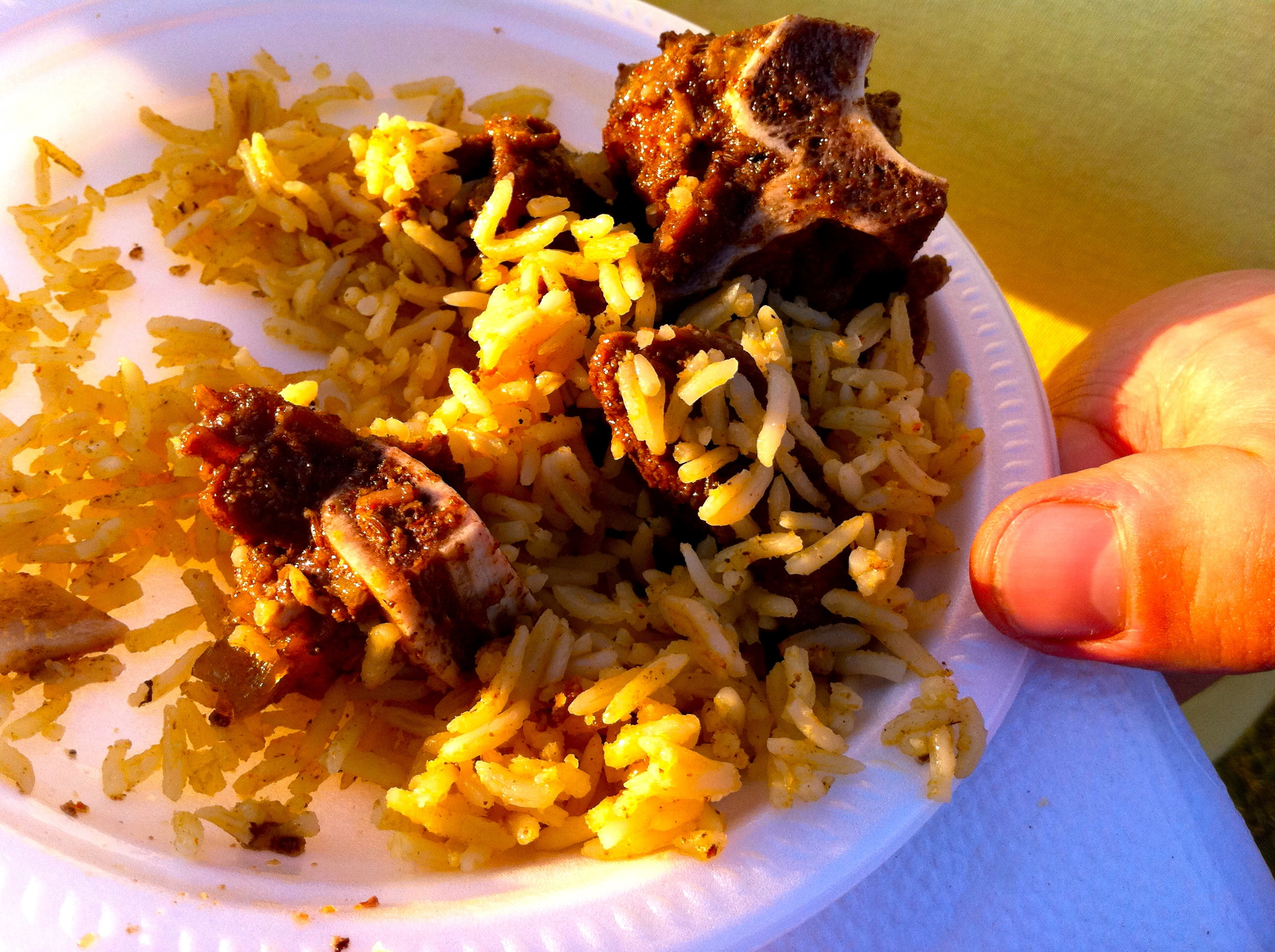
Bariis iskukaris, сомалійська страва з верблюжого м'яса та рису

Різновидом коржів є sabaayad / kimis / cesh. Як і рис, подається з maraq та м'ясом на гарнір. Сомалійський sabaayad часто буває трохи солодкуватим і готується в невеликій кількості олії.
Популярними напоями на обід є balbeelmo (грейпфрут), raqey (тамаринд) та isbarmuunto (лимонад). У Могадішо також поширені fiimto (Vimto) і laas (лассі). На північному заході переважними напоями є cambe (манго) і tufaax (яблуко).
Також популярна «bariis iskukaris», страва з рису, приготовлена і обсмажена з цибулею, м'ясом, потім змішана з сумішшю сомалійських спецій під назвою «xawaash», яка містить кмин, коріандр, куркуму, кардамон, чорний перець, гвоздику та мускатний горіх. Його традиційно подають на весіллях Сомалі.

## Вечеря

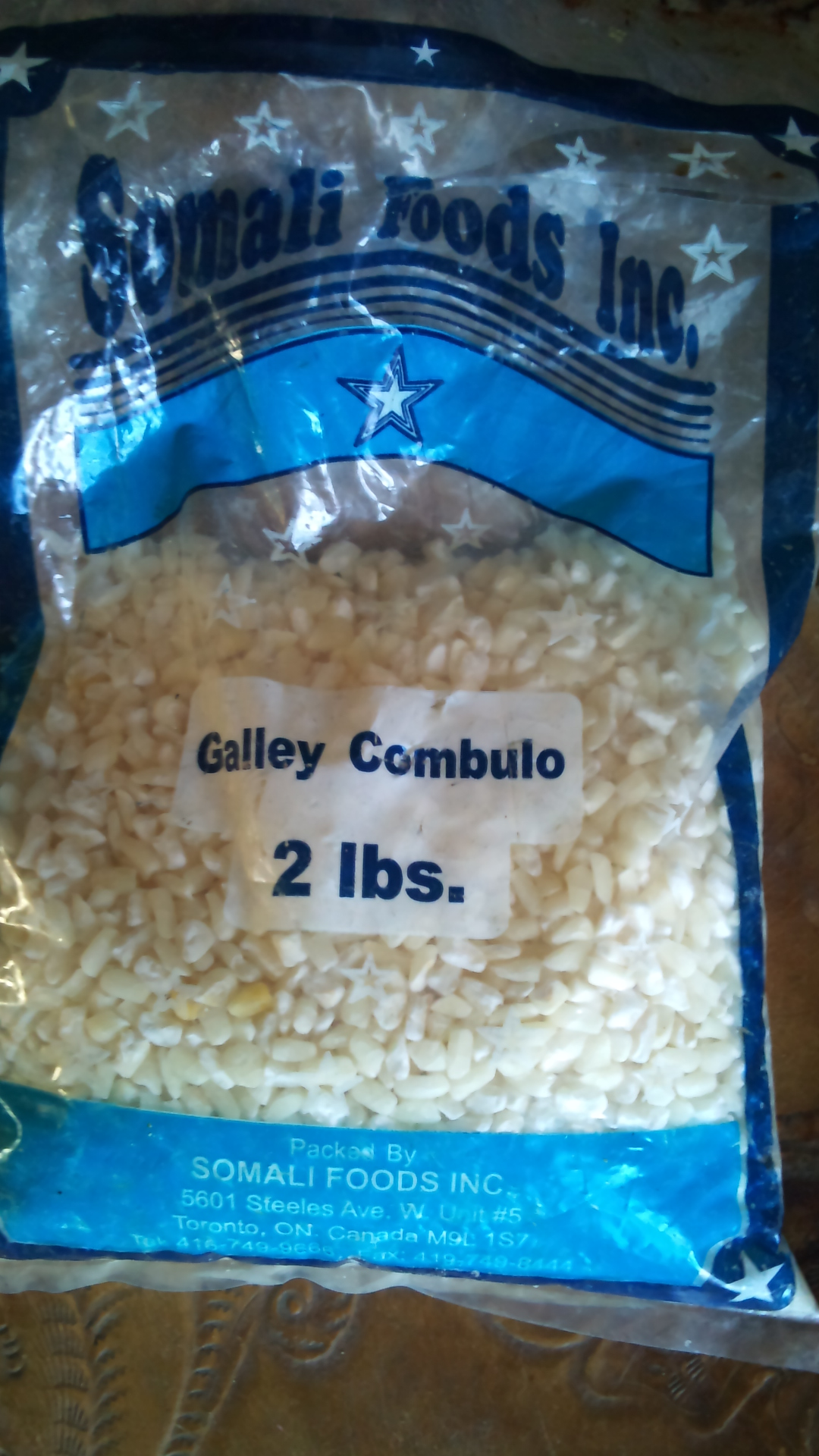
Мішок традиційного сомалійського cambuulo (боби азукі)

Вечеря (casho) в Сомалі подається вже о 9 вечора. Під час Рамадану час вечері часто слідує за молитвами таравіх, іноді до 11 вечора. Cambuulo, звичайна страва на вечерю, готується з добре приготованих бобів адзуки, змішаних з олією та цукром. Боби, які самі по собі називаються digir, можуть готуватися до п'яти годин, якщо їх залишити на плиті при зменшеній температурі. Також використовується «qamadi» (пшениця); його готують та подають так само, як боби адзукі.
Rooti iyo xalwo, скибочки хліба, що подаються з желатиновим кондитерським виробом, — ще одна страва на вечерю. Muufo, різновид кукурудзяного хліба, є стравою з кукурудзи, яку випікають в Tinaar (глиняній печі). Його їдять, розрізаючи на дрібні шматочки, поливаючи кунжутовою олією (macsaro) і цукром, потім розтирають разом з чорним чаєм.
Перед сном часто випивають склянку молока, приправленого кардамоном.

## Закуски

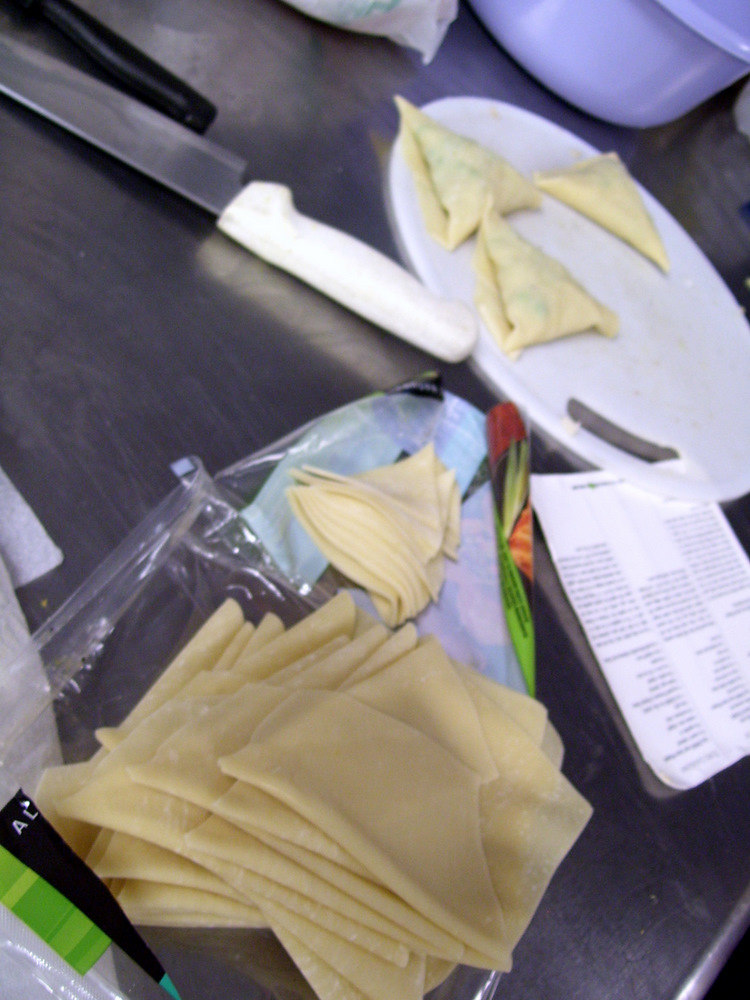
Процес приготування сомалійських sambuusas (самоса)

Sambusa, сомалійський варіант індійської самоси, являє собою трикутну закуску, яку зазвичай їдять по всьому Сомалі під час afur (іфтару). Сомалійська версія приправлена гострим перцем чилі, а основним інгредієнтом часто є м'ясний фарш. Kabaab — це закуска, яку їдять у західній частині Сомалі. Існує кілька різновидів цієї страви. Наприклад, її можна подавати на шпажках із овочами. Ще один поширений різновид складається з м'ясного фаршу і нагадує kofta kebab. Домашні чипси готують зі свіжої картоплі та чорного перцю. Фрукти, такі як манго (cambo), гуаява (seytuun), банан (moos) і апельсин (liinbanbeelmo), їдять протягом дня.

## Солодощі

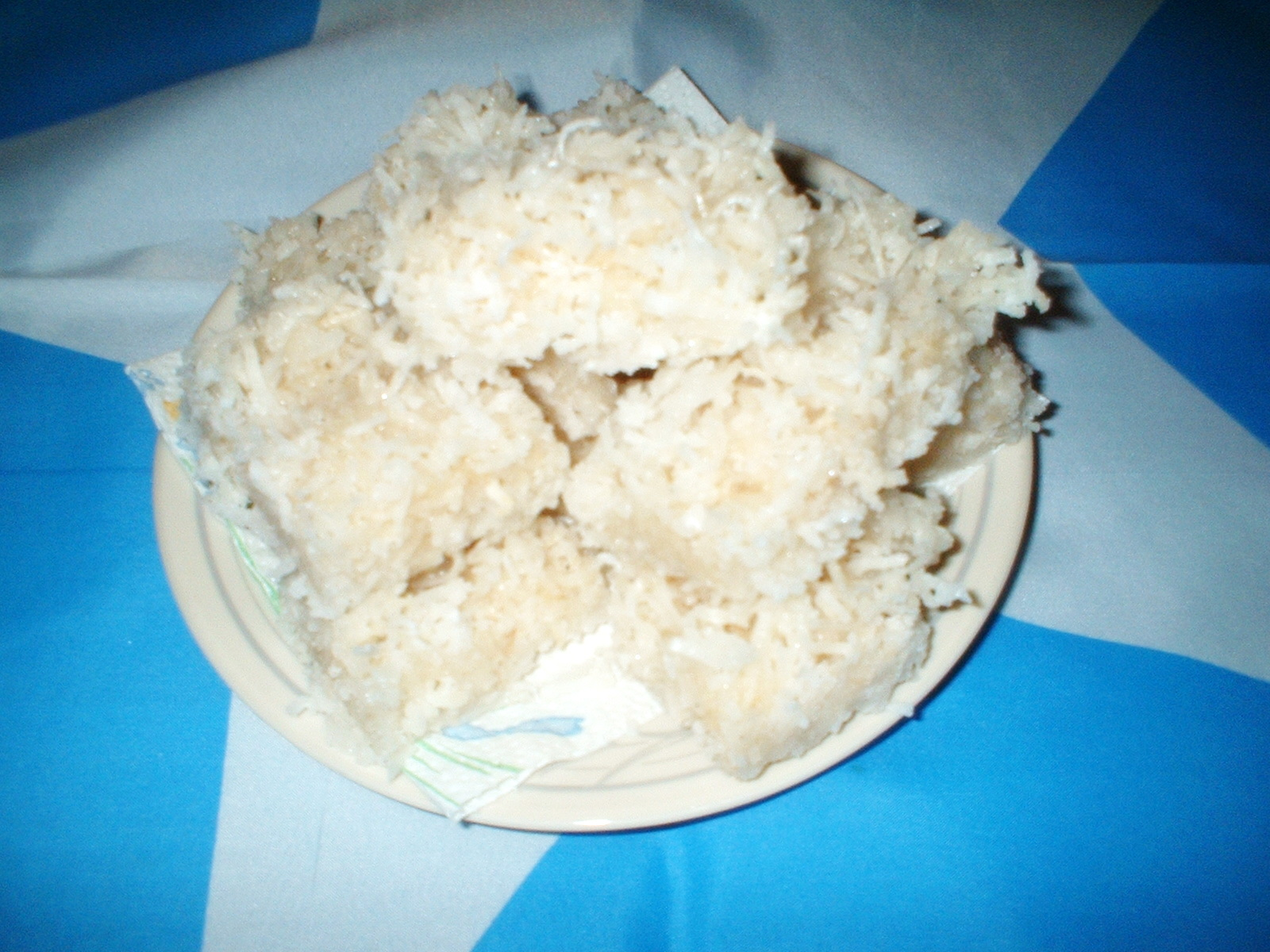
Gashaato — це кондитерський виріб на основі кокосу, розташований тут на фоні сомалійського національного прапора.

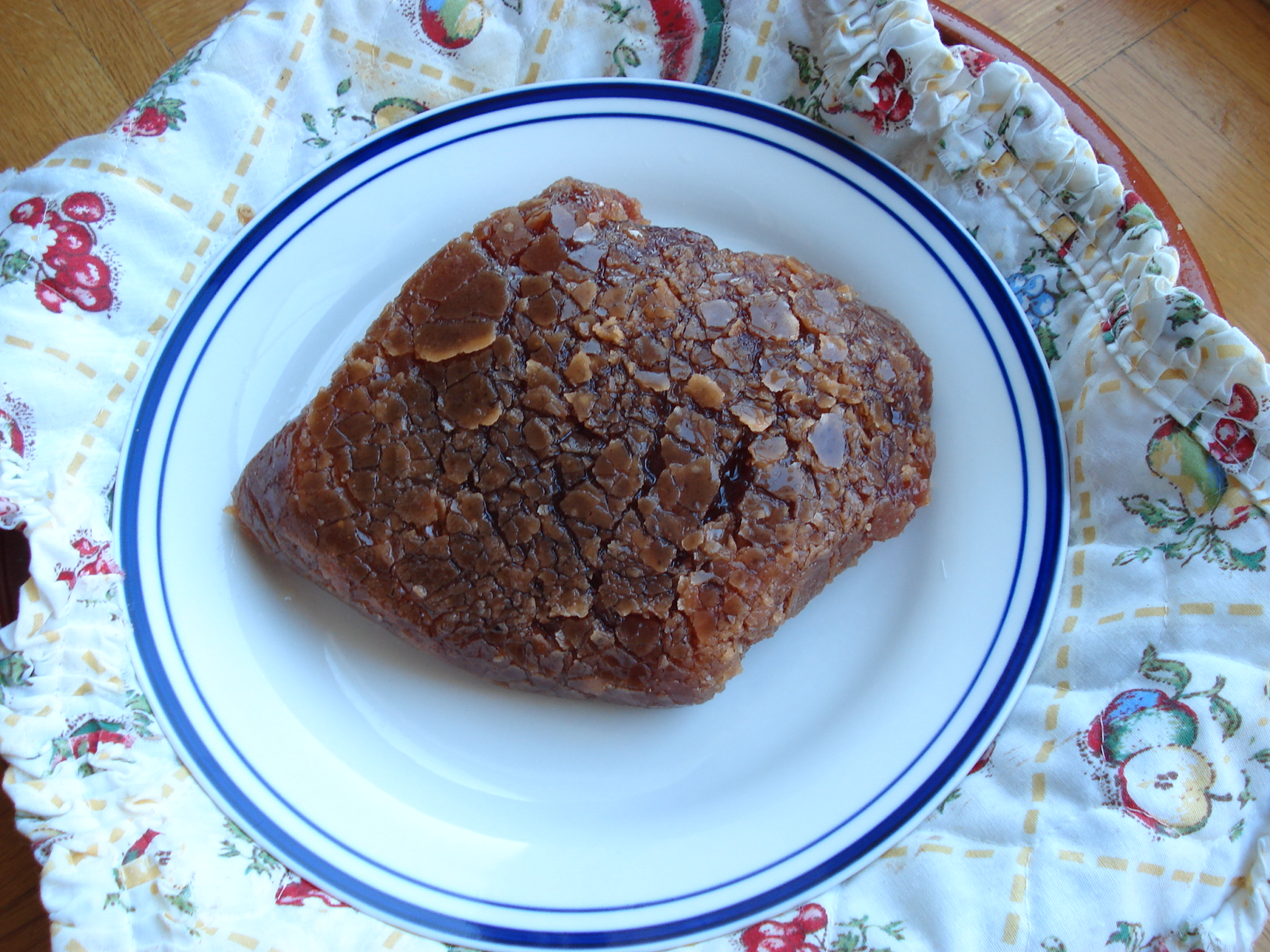
Xalwo (halwo) або халва є одним з основних продуктів сомалійської кухні.

- Xalwo (halwo) або халва — це популярний кондитерський виріб, що подається в особливих випадках[8], таких як святкування Ураза-байраму або весільного прийому. Xalwadii waad qarsatey! («Ти сховав свій xalwo!») — це фраза, яка слідує за людиною, яка втекла або влаштувала невелике приватне весілля. Xalwo зроблений з цукру, кукурудзяного крохмалю, порошку кардамону, порошку мускатного горіха і гхі. Також іноді додають арахіс для поліпшення текстури та смаку[9].. На півдні є рисовий пудинг під назвою «ruz bil laban».
- Gashaato, Kashaato або Qumbe, приготовлений з кокосу, цукру і харчових жирів, приправлений кардамоном, є дуже улюбленою насолодою. Цукор доводять до кипіння у невеликій кількості води, потім додають кардамон, а потім тертий кокос.
- Lows iyo sisin — улюблена насолода на півдні. Він складається з суміші арахісу (lows) і насіння кунжуту (sisin) в шарі карамелі. Кондитерські вироби злипаються, утворюючи смачний батончик.
- Jallaato, схоже на американський фруктовий лід, готується шляхом заморожування натуральних солодких фруктів з паличкою посередині. Зовсім нещодавно в Могадишо (Xamar) він став включати caano jallaato, який готується з молока і вимагає підсолоджування. Слово jallaato походить від gelato, що у перекладі з італійської означає «заморожений».
- Buskut або Buskud включає безліч різних видів печива, в тому числі дуже м'якого, званого daardaar (буквально «дотик» через його гладку, ніжну текстури).
- Doolshe включає безліч чудових тістечок.
- Icun — це насолода, яку в основному їдять мешканці південного Сомалі. Він зроблений із цукру та борошна, змішаного з олією. Люди вважають за краще говорити «I cun, I calaangi, caloosha I gee» (З'їж мене, пожуй мене, а потім візьми мене до себе в живіт), коли бачать його. В основному його їдять під час весіль та під час свята Ураза-байрам, але південні сомалійці завжди роблять його вдома та їдять як частину десерту.
- Shushumow — це смажена сомалійська випічка з кристалізованою оболонкою, яку зазвичай готують як закуску для вечірок.
- Basbousa або basbousa з кремовою начинкою — це традиційний сомалійський солодкий пиріг, на який також вплинула арабська кухня[10]. Його готують з вареної манки або фарини, просоченої Цукровий сиром.
- Також на півночі знана лукумадес— солодке смажене тісто.
- Пахлаву також їдять всі сомалійці.
- Ще одна закуска або десерт, який їдять сомалійці, єменці та єгиптяни, — це маамуль, печиво з фініками або горіхами.

Під час свят, таких як весілля, вечірки або Ураза-байрам, їдять багато солодощів. Серед них baalbaaloow, shuushuumoow, bur hindi, bur tuug і qumbe, останній з яких зроблений з кокосових горіхів, змішаних з цукром, у вигляді плитки.

## Після їжі

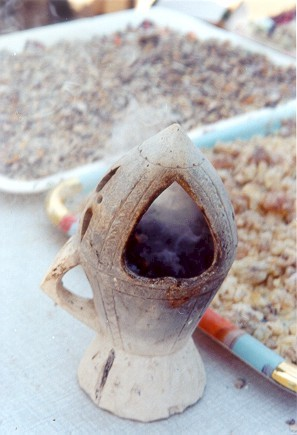
Курильниця для пахощів dabqaad

Сомалі традиційно ароматизують свої будинки після їжі. Ладан (luubaan) або приготовлені пахощі (uunsi) поміщають поверх гарячого деревного вугілля усередині курильниці або кадила(dabqaad). Потім він горить близько 10 хвилин. Це зберігає пахощі в будинку протягом кількох годин. Кадило виготовляється з жировика (стеатиту), знайденого в певних районах Сомалі.